# محاسبة مالية

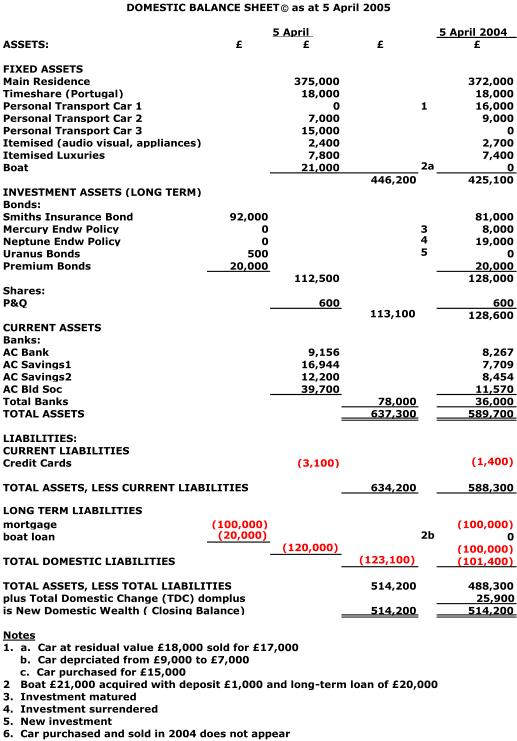
المحاسبة المالية

المحاسبة المالية (بالإنجليزية: Financial accountancy)‏، هي أحد أهم أفرع المحاسبة المختصة بتسجيل وتصنيف وتلخيص وتفسير وعرض المعلومات المحاسبية التاريخية المتعلقة بالوضع المالي (قائمة المركز المالي)، والأداء المالي (قائمة الدخل)، والتدفقات النقدية وفقاً لجملة من المعايير المحاسبية.التي تخص الشركات المساهمة العامة وتكون هذه المعلومات متاحة لجميع متخذي القرار سواءً من داخل المنشأة أو من خارجها.
و يمكن تصنيف المستفيدين من المعلومات المالية التي يعدها المحاسب في شكل تقارير مالية حسب مصدر اهتمامهم بالمنشأة الاقتصادية.
ويمكن تعريفها أيضاً أنها عملية تسجيل العمليات والتقرير عنها في قائمة الدخل وقائمة المركز المالى لخدمة الإطراف الداخلية والخارجية .

## المستفيدون من المعلومات المالية
- أصحاب المنشأة:

إنّ المنشأة الاقتصادية قد تكون منشأة فردية أو شركة أشخاص شركة تضامن أو شركة مساهمة, أو قد تكون منشأة غير ربحية(المنشآت الحكومية والخيرية ), و في جميع هذه الأشكال فإنّ صاحب هذه المنشأة لا يستطيع التعرف على أوضاعها والتحقق من أنها تسير نحو تحقيق أهدافها إلا بتوفر هذه المعلومات المحاسبية.
- إدارة المنشأة:

يصعب على إدارة المنشأة أن تقوم بعملها على الوجه المطلوب إذا لم تلم إلماماً جيدا بشؤون المنشأة، فإذا كان حجم المنشأة الاقتصادية كبيرا إلى الحد الذي لا تتمكن معه الإدارة من متابعة أنشطة المنشأة بسهولة، فإنه لا بد من المتابعة عن طريق التقارير، والتقارير السليمة لا تتوفر إلا إذا كان نظام فعاّل للمعلومات، والنظام المحاسبي جزء من نظام المعلومات في المنشأة.
- الدائنون:

من المعروف إن أهم مصدرين لتمويل المنشأة هما: الملاك والدائنون.
و الدائنون إما أن يكونوا منشآت مالية كالبنوك وشركات الاستثمار أو من باع للمنشأة بالأجل بضائع بهدف إعادة بيعها أو أصولا ثابتة.
- المستثمرون:

يقصد بهم هنا من لديهم أموال يريدون استثمارها في مشروع قائم أو مشروع جديد، والمستثمر لن يتخذ قرار الاستثمار إلا بعد توفر المعلومات الكافية عما يستثمر فيه، ليس فقط عن المشروع نفسه، وإنما عن مشاريع الاستثمار البديلة حتى تتم المقارنة.
- الحكومة:

تعمل المنشأة في محيط اقتصادي تحكمه أنظمة وتشرف عليها أجهزة حكومية، بالإضافة إلى أن بعض المنشآت الاقتصادية تشارك الدولة والمجتمع في إيراداتها في شكل الضرائب والزكاة، كما أن البعض الآخر من المنشآت الاقتصادية يتلقى إعانات من قبل الدولة، هذه العوامل تجعل من الدولة أحد المستفيدين من المعلومات المحاسبية.
- الموظفون.
- عملاء المنشاة.
- عامّة الناس.